# Alexandre-Théophile Vandermonde
Alexandre-Théophile Vandermonde (ur. 1735, zm. 1796) – francuski matematyk. Znany przede wszystkim jako autor prac naukowych związanych z wyznacznikami. Od jego nazwiska pochodzą używane w matematyce pojęcia: macierz Vandermonde’a, tożsamość Vandermonde'a, wielomian Vandermonde’a i wyznacznik Vandermonde'a.